# Hoằng Chân
Hoằng Chân (còn gọi là Hoành Chân, chữ Hán: 洪真, ?-1077) là quý tộc và tướng lĩnh Đại Việt thời nhà Lý trong lịch sử Việt Nam. Ông cùng với một quý tộc nhà Lý khác là Chiêu Văn chỉ huy lực lượng chủ lực của thủy quân Đại Việt tham gia phòng thủ tại Phòng tuyến sông Như Nguyệt và đã tử trận trong trận tập kích vào doanh trại tổng chỉ huy quân Tống vào cuối xuân năm 1077.

## Hành trạng
Phần lớn tài liệu chính sử Đại Việt không ghi chép gì về Hoằng Chân cũng như Chiêu Văn. Năm sinh cũng như thân thế của ông không rõ. Sách Đại Việt sử lược chỉ ghi chép vắn tắt trong trận đánh: "Hai vị quân hầu Chiêu Văn và Hoằng Chân đều bị chết chìm ở sông Như Nguyệt", cho biết cả hai ông đều là quý tộc nhà Lý với tước vị Hầu.
Dựa vào số tài liệu cổ sử ít ỏi, các nhà sử học hiện đại đã họa lại vai trò của Hoằng Chân. Theo sách Đàm Phố của Tôn Thăng đời Tống, Hoằng Chân có tổ chức một lực lượng quân bản bộ với chế độ đặc biệt. Hằng ngày ông dạy quân lính trận pháp và cấm những điều thị dục, đội quân của ông rất thiện chiến. Trong quân Hoằng Chân hiệu lệnh rất nghiêm, mỗi người cầm một cái kim bài làm hiệu lệnh riêng.
Hoằng Chân và Chiêu Văn cùng chỉ huy bộ phận chủ lực thủy quân Đại Việt đóng ở Vạn Xuân, tức là ở khu vực cực đông của chiến tuyến sông Cầu, gồm khoảng 400 chiến thuyền và hơn 2 vạn thủy binh. Cánh quân này đóng đối diện tổng hành doanh quân Tống tại bến Thị Cầu, do Quảng Nam Tuyên phủ sứ Quách Quỳ chỉ huy. Trận đánh mà ông và Chiêu Văn tham gia là giai đoạn 3 của trận phòng thủ sông Như Nguyệt. Trước đó Quách Quỳ đã tổ chức 2 đợt tấn công sang phía quân Lý nhưng thất bại.
Cuối xuân năm 1077, nhân đà thắng lợi, Lý Thường Kiệt lệnh cho Chiêu Văn và Hoằng Chân mang quân tấn công quân Tống. Từ Vạn Xuân, Hoằng Chân cùng Chiêu Văn đã bất ngờ cho quân ngược sông Cầu, ồ ạt tấn công vào doanh trại của Quách Quỳ. Thủy binh Đại Việt vừa đánh vừa phô trương thanh thế, cốt tập trung sự chú ý của đối phương. Tổng chỉ huy quân Tống là Quách Quỳ dốc toàn lực để đánh trả, thậm chí ra lệnh điều một bộ phận quân Tống đóng ở bến Như Nguyệt do Triệu Tiết thống lĩnh sang trợ chiến. Quách Quỳ cho rằng đây là lực lượng chủ lực của Đại Việt nên dồn sức tiêu diệt, sau đó sẽ thừa thắng vượt sông tấn công thẳng vào Thăng Long. Trận chiến xảy ra rất ác liệt, quân Đại Việt bị dồn về phía bờ sông và phải rút lên thuyền, quân Tống dùng máy bắn đá bắn theo dữ dội. Soái thuyền của Hoàng Chân và Chiêu Văn bị quân Tống dồn lực tấn công để tiêu diệt chỉ huy quân Lý. Thuyền bị hư hại nặng, chìm dần, nhưng ông vẫn cùng Chiêu Văn quyết đứng trên thuyền chỉ huy chống cự cho đến khi thuyền chìm..
Các binh sĩ trên thuyền của Hoằng Chân khi thuyền đắm vẫn giữ vững kim bài mà chết, không đầu hàng quân Tống. Ngoài hai ông, viên tướng Lý khác tham gia trận đánh là Tả lang Nguyễn Căn bị quân Tống bắt. Trận đánh này được sử sách nhà Tống cho là cuộc đại thắng - "đánh bại bại quân Giao Chỉ ở sông Phú Lương".
Sau trận này, hai bên cầm cự 40 ngày. Quân Tống tổ chức một đợt tấn công nữa nhưng lại bại trận. Quân Tống mỏi mệt và rơi vào thế hạ phong. Do sự mở đường của nhà Lý, nhà Tống đành phải chấp nhận rút quân về nước để tránh bị tiêu diệt hoàn toàn. Sự hy sinh của Hoằng Chân và Chiêu Văn đã góp phần không nhỏ vào việc nghi binh và tạo thế quyết chiến lược làm tan rã hoàn toàn ý chí của quân Tống, tạo thắng lợi của quân Đại Việt trong Cuộc kháng chiến chống Tống 1075-1077.

## Thờ phụng
Có ý kiến căn cứ theo các thần phả cho rằng Hoằng Chân sau khi tử trận được lập đền thờ, chính là thần Linh Lang đại vương ở đền Voi Phục (Hà Nội).